# Qaidam

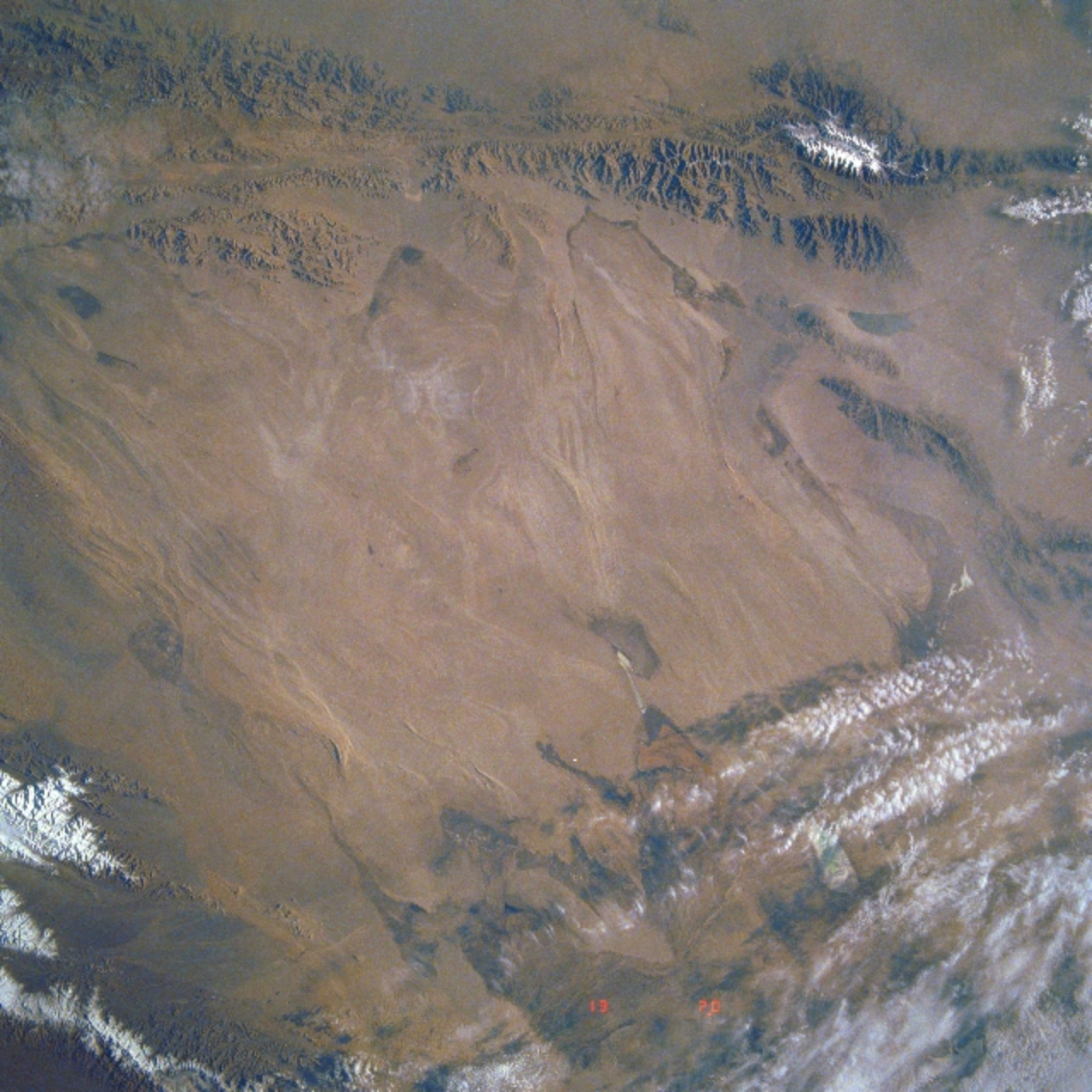
Bồn địa Qaidam- nhìn từ vệ tinh NASA

Bồn địa Qaidam, cũng viết là Tsaidam (từ tiếng Mông Cổ: Цайдам, "dầm muối" hay "thung lũng rộng"; giản thể: 柴达木盆地; phồn thể: 柴達木盆地; bính âm: Cháidámù Péndì, Sài/Trại Đạt Mộc bồn địa) là một vùng lõm cực độ chiếm phần lớn Châu tự trị dân tộc Mông Cổ và dân tộc Tạng Hải Tây tại tỉnh Thanh Hải, Trung Quốc. Bồn địa có diện tích xấp xỉ 120.000 km², một phần tư trong đó bị bao phủ bởi các hồ nước mặn và hồ khô cạn. Khoảng 35.000 km², hay một phần ba diện tích bồn địa là hoang mạc, được gọi là Sa mạc bồn địa Sài Đạt Mộc (柴达木盆地沙漠).
Bồn địa Qaidam tạo thành một thềm lục địa ở phía đông bắc cao nguyên Thanh-Tạng. Cao nguyên Thanh Tạng cao 14.000 foot (4.300 m) trên mực nước biển, Qaidam là khoảng 10.000 foot (3.000 m) và Cam Túc ở phía bắc là từ 3.000 đến 4.000 foot (910 đến 1.220 m). Một dải nước thấp phân chia bồn địa Qaidam với hồ Thanh Hải ở phía đông.
Về mặt sơn văn học, bồn địa Qaidam Basin là một khu vực tương đối thấp ở phần đông bắc của cao nguyên Thanh-Tạng.
Qaidam là một bồn địa gian sơn, nghĩa là được các dãy núi bao quanh tất cả ccs mặt.
Ở phía nam, dãy núi Côn Lôn phân tách bồn địa với các phần trung tâm cao hơn của cao nguyên Thang Tạng. Ở phía bắc, một số dãy núi thấp phân tách bồn địa với các cao nguyên khác cao hơn, song đó nổi tiếng nhất là Kỳ Liên Sơn; hay còn gọi là Nam Sơn. Ở tây bắc, dãy Altyn-Tagh tách bồn địa Qaidam với sa mạc Kumtagh ở đông nam Tân Cương.

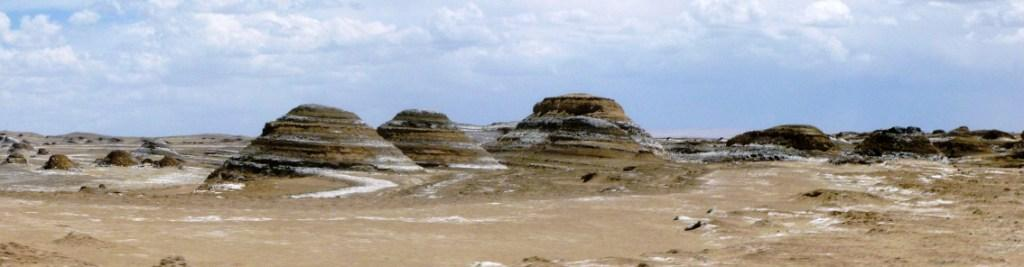
Các Yardang tại sa mạc Tsaidam, Thanh Hải, Trung Quốc.

## Khoáng sản và khai mỏ
Bồn địa có nguồn tài nguyên khoáng sản lớn và có nhiều quan tâm đầu từ từ năm 2005. Bồn địa có trữ lượng về amiăng, borac, thạch cao, dầu và khí thiên nhiên, và một số kim loại, với dự trữ rất lớn về lithi, magiê, kali và natri, hơn bất kỳ nơi nào khác tại Trung Quốc. Qaidam có hồ Qarhan, chứa đến 60 tỉ tấn muối. Bồn địa có 22 mỏ dầu, với ước tính trực lượng đạt 225 triệu tấn, và 6 mỏ khí thiên nhiên, với 150 tỉ m³ khí.

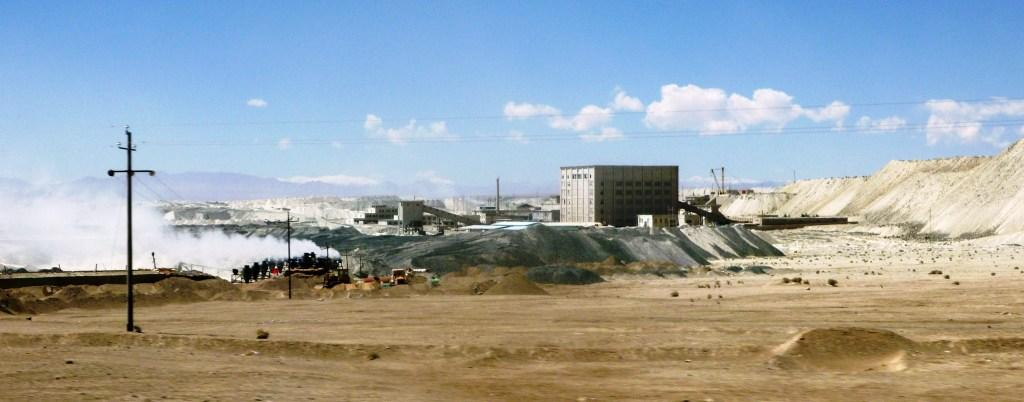
Mỏ tại sa mạc Qaidam